# パウロ・フレイレ

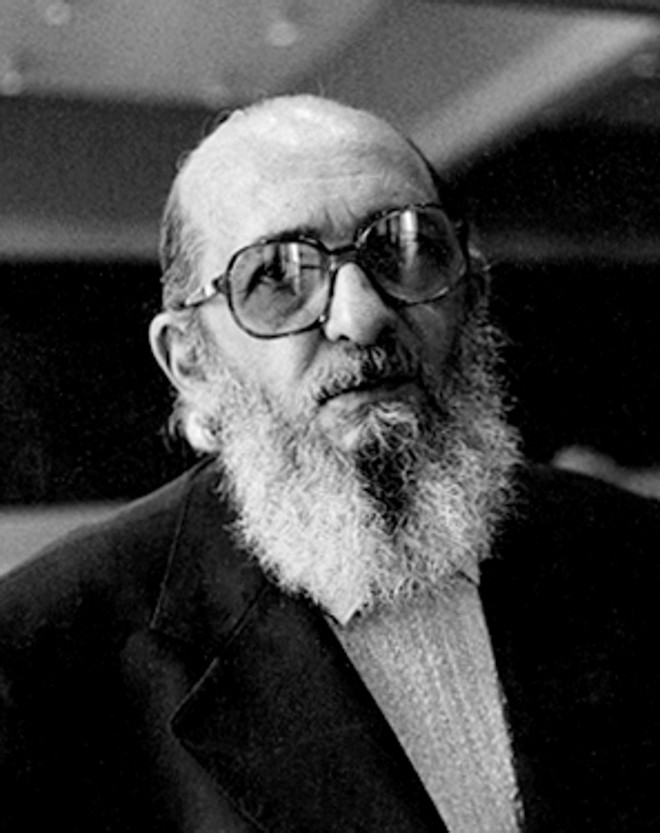
パウロ・フレイレ

パウロ・フレイレ（Paulo Freire, 1921年9月21日 - 1997年5月2日）は、ブラジルの教育者、哲学者。
ブラジル北東部のペルナンブーコ州に生まれる。大学では法律を学び、卒業後弁護士になるが最初の1件で引退。ブラジル北東部の町、レシフェ市で貧しい農村の非識字の農夫たちに、自分たちの境遇を考え、自分の暮らし、生活を変えていく（意識化）力としての言葉の読み書きを教えるという斬新な識字教育を始めて大成功を収める。これが大資本家たちの機嫌を損ね、1964年のクーデターで軍事政府により国外追放になる。
その後は、アメリカを経て、ヨーロッパに渡り、各地の大学で講義。ユネスコの識字教育にも携わる。ブラジルに民主政府の成立後、帰国しサンパウロ市教育長などを勤め、スラムの識字教育を推進した。彼の教育実践から、エンパワメントという言葉が生まれた。
20世紀を代表する教育思想家として、イヴァン・イリイチと双璧をなすと言われることもある。

## 理論的貢献
フレイレの研究は、プラトンを起源とする古典的な流れだけでなく、マルクス主義や反植民地主義的な思想家の流れにおける教育哲学に対して大きな貢献を果たした。事実、彼の著作である「被抑圧者の教育学」は、フランツ・ファノンの「地に呪われたる者」の延長線上にあるもの、或いはそれに対する反応として読まれるべきなのかもしれない。なぜなら、ファノンは、その著作の中で、すべての原住民に対して古典的なものではない新しく近代的な教育、そして単なる植民者側の文化の伝達ではない反植民地主義的な教育、を提供するべきであると主張しているからである。

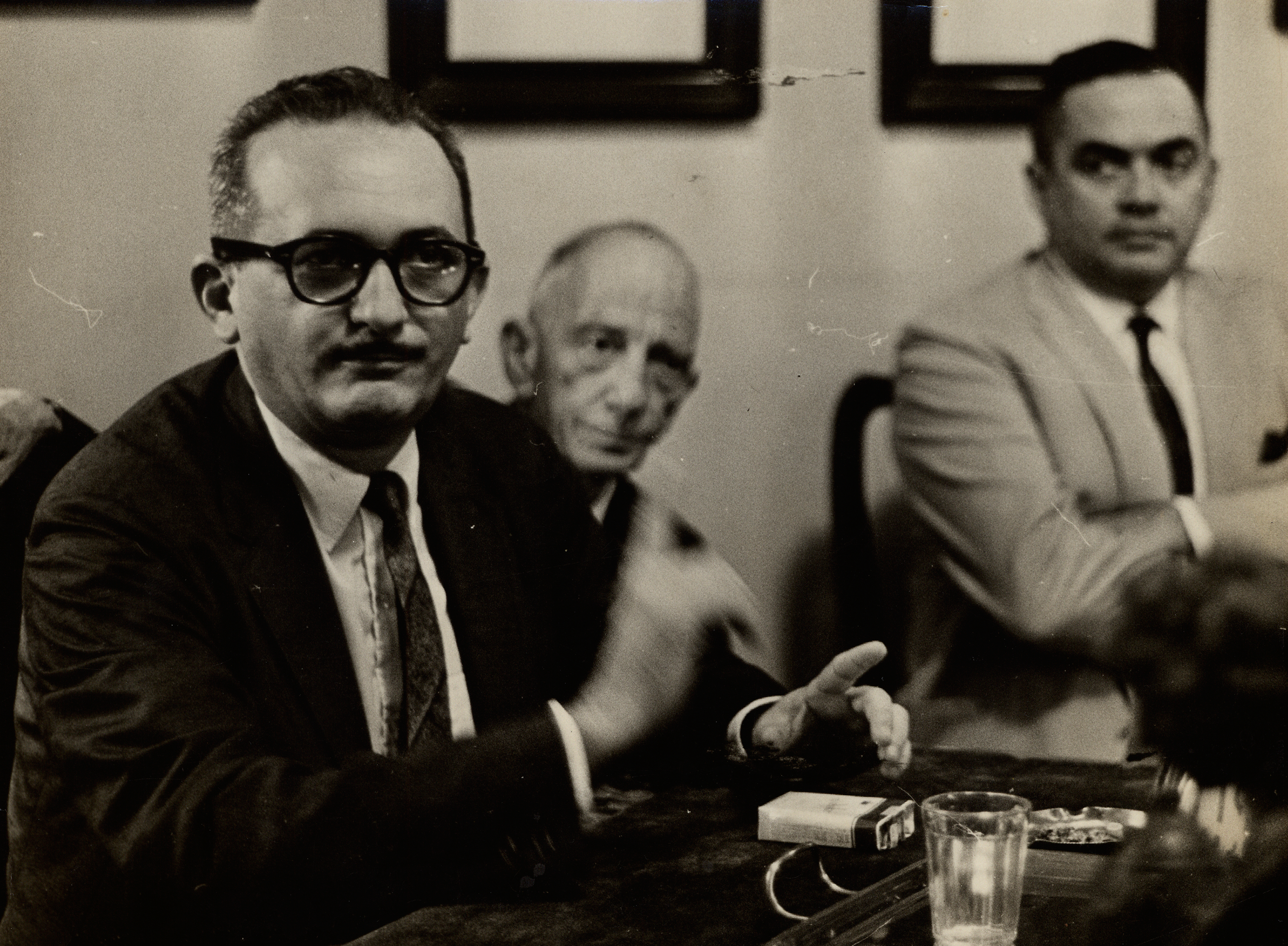
パウロ・フレイレ 1963

フレイレは、彼曰く「銀行型教育」への取り組みで知られており、その言葉で教師によって知識の蓄積をされていく空の口座としての生徒像を比喩した。もちろん、これはそれほど新しい考え方であるわけではない。ジャン・ジャック・ルソーが提唱した「能動的な学習者としてのこども」という概念は、基本的に「銀行型教育」の概念と同じものであるタブラ・ラサとは道を異にしている。またジョン・デューイやアルフレッド・ノース・ホワイトヘッドのような思想家は、ただの「事実」の伝達が教育の目標であるという考え方を批判していた。フレイレの研究は、批判教育学の基礎となっている。
他にも、フレイレは教師と生徒の二分法に対して強い嫌悪感を示した。ルソーによって認められたこの二分法は、デューイによって継承されている。しかしフレイレにとっては、それは絶対に改められるべき考え方であった。親子関係においてもそれなりの教師-生徒関係が存在するわけで、教師と生徒の二分法を完全に改めるという状態は想像しがたいが、フレイレは、教師のような生徒、生徒のような教師、という概念を提示し、教室参加における基本的な役割として、学ぶ教師と教える学習者というものを打ち出した。
フレイレの試みは、ただの民主主義的な教育を目指すというわけではなく、教育的な方法として民主政治を実行するという数少ない試みの1つであった。民主政治というものと向き合い続けてきたデューイでさえ、自らの方法論に民主政治的な実践を完全に組み入れることは無かった。ただし、こういった教室の形態に対して、それは教師の権威を克服するのではなく隠蔽するにすぎないのだという批判もなされている。

## 被抑圧者の教育学
被抑圧者の教育学は、教育者パウロ・フレイレの代表的な著作。1968年にポルトガル語で出版された後、1970年に英語に翻訳された。フレイレは、この著作の中で、教育制度における公正と平等の問題を追求し、新たな教育学を提唱した。
抑圧者、被抑圧者と共にある者たち、そして被抑圧者の側で闘う者たちのために、フレイレは、詳細なマルクス主義的な階級分析を用いて植民地支配者と被支配者の関係を吟味した。ブラジル人の識字学習の支援を行った経験をもとに書かれたこともあり、被抑圧者の教育学は、発達途上国で広く読まれている。世界中で75万冊出版され、批判教育学の礎を築いた。被抑圧者の教育学は複数の言語に翻訳されているが、そのほとんどの版においても、はしがき、序文に加え、4つの章で構成されている。
第1章において、抑圧がどのようにして正当化されるかについて吟味し、それが抑圧者と被抑圧者の相互的な過程を通じて克服されていく道を描写した。植民地の支配者と被支配者の間の権力関係が、どのようにして相対的な均衡を保っているのかを分析し、フレイレは、社会の中で権力を奪われた状態にあると、自由を恐れるようになる可能性があることを認めた。フレイレは、「自由は、贈り物のように差し出されるものではなく、勝利によって獲得される。それは、常に、そして敏感に、追求され続けなければならない。それは、人間の外に存在する理想などではなく、神話の世界の観念的なものでもない。自由とは、人間が完成を目指して行う冒険のために欠かすことのできない条件である」と述べている。フレイレによれば、自由は、知識を伴った行動である「実践」(プラクシス=PRAXIS)の所産であり、それを獲得するためには、理論と行動のどちらも欠けてはならないのである。
第2章では、「銀行型教育」の分析を行った。「銀行型教育」とは、教師は空の銀行口座のような生徒に、まるで預金を繰り返していくように知識の伝達を行う教育形態を例えている。フレイレは、この銀行型教育に否定的であった。なぜならば、この教育を通じて、生徒も教師も共に「非人間化」されてしまう上に、社会における抑圧的な態度や行動が助長されてしまうからである。代わりに、フレイレは教育に世界を調停していくような役割を見出し、人間を不完全な存在と考える相互作用的な教育を支持した。フレイレによれば、この「真の」教育では、人々が己の不完全性に気づき、より完全な人間となることに励むことが求められる。教育を個人や社会の意識的な形成のための手段として用いる試みは、「意識化」と呼ばれる。この言葉は、被抑圧者の教育学の中で、フレイレがはじめて用いた用語である。
第3章では、「自由の実践としての教育の本質」である「対話」に脚光が当てられる。言葉は省察と行動の徹底的な相互作用を必要とするものであり、真の言葉は変革的なものである、とフレイレは主張している。対話のために、相互的な愛、謙、信頼が必要となってくるが、それは理解を育むためだけではなく、世界を変革するためでもある。フレイレによれば、真の教育とは、教師と生徒の間の対話を必要とし、より大きな世界の状況を通じて行われねばならない。フレイレは、「限界状況」によって、植民地支配者と被支配者の両者が関係するすべての人間を非人間化するようになり、対話の能力を奪ってしまう結果、変革の可能性の芽が摘まれてしまうことを危惧している。
第4章では、植民地の被支配者のための道具としての「対話的行動理論」について述べている。人間を解放するために社会に存在する問題を解決するためには、協働、団結、組織、文化統合が必要とされている。これは、征服、分割統治、大衆操作、文化侵略を用いる「反対話的行動理論」とは対照的である。

## フレイレに関する重要な概念

### 意識化
意識化とは、社会的・政治的な矛盾を認識し、暴露することに焦点を当てた学習形態を意味する。意識化は、そのような学習の一環として、個人の生活に存在する抑圧的な部分と向き合うことも含んでいる。
意識化と言う言葉は、ポルトガル語の「conscientização」の翻訳語であり、「コンシャスネス・レイジング(意識高揚)」とも訳されている。「抑圧者の教育学」の中で、教育者、活動家、そして理論家であったパウロ・フレイレが用いた言葉。識字が選挙のために必要不可欠であり、侵略者が南米の多くの国を支配していた時代に、フレイレはブラジルの貧民の読み書き学習を支援していた。
意識化は、フレイレ自身が「学習者の日々の生活の中で感情的な影響力を持っている映像的記号」と考えている「生成テーマ」の探求を通じて行われる。ここでは、個人の意識は、社会的に剥奪された者たちが究極の貧困状況の中で、支配者によって生み出され、広められた否定的な自己像を内面化してしまう「沈黙の文化」の終焉のために必要なものである。意識化の大きな目標の1つは、こういった「沈黙の文化」から生じてしまう権力的な暴力、身内虐めの模倣から学習者を解放することである。意識化は、フレイレにとっての大衆教育における重要な考え方である。

### 銀行型教育
銀行型教育は、フレイレが教育における一般的な形態を批判するために用いた用語。フレイレは既存の教師-生徒関係の特徴として「語りかける」という行為を挙げた。これはフレイレにとって重要な行為であり、相互発信的な「対話」とは異なり、教師による一歩通行の行為である。教師は生徒の日常の生活経験とは無縁の話題で、「忍耐強く耳を傾ける客体」と化してしまう生徒を満たしていく。このような教育では、教師はできるだけ多くの知識で生徒を満たせばよい教師、生徒はできるだけ多くの知識を暗記すればよい生徒、とみなされる。この状況をフレイレは銀行に例えた。つまり「生徒が金庫で教師が預金者」なのである。
銀行型教育概念にあっては、知識は、自分をもの知りと考える人々が、何も知っていないと彼らが考える人びとに授ける贈物である。他者を絶対的無知としてみなすのは抑圧イデオロギーの特徴であるが、探求の過程としての教育と知識はそれによって否定される。
このように銀行型教育では、知識は教師によって独占されるものとして扱われるわけだが、これに対して、フレイレが理想とする教育では、生徒により能動的な役割を与え、より共同的な学習形態を確立することであった。そこでは、教師が一方的な「語りかけ」である「コミュニケ(声明)」ではなく、教師と生徒の間の「コミュニケーション (交流)」が求められる。フレイレはこのような教育を「問題提起型学習」（Problem-posing education）と呼んだ。

### 批判教育学
批判教育学とは、生徒が支配に対して疑問を抱き、それと向き合っていくように働きかける教育的手法。生徒の批判的意識を高揚させるための理論や実践と言うこともできる。批判教育学者のアイラ・ショアは、その著書「Empowering Education」の中で、次のように定義した。
表面的な意味、第一印象、支配的な神話、公式見解、伝統的な決まり文句、標準的な知識、ただの意見に留まらず、深い意味、根にある原因、社会状況、イデオロギー、あらゆる行動・事件・目標・過程、組織化、経験、文章、主題、方針、マスメディア、言説がもたらす個人的な結果を考え、読み、書き、そして話すという習慣
批判教育学において、教師たちによって、生徒は自らが抑圧と感じるようなイデオロギーや実践に対して疑問を持つように促され、実際の生活状況に対する、解放的に、かつ個人的/集団的な反応を求められる。
まず生徒は、自ら学んでいる集団やプロセスの一員として始める。生徒が発見の粋に達すると、現在の社会を問題あるものとみなすようになり、知識を共有し、社会の抑圧的な性質を変革しようとする試みを行うことが求められるようになる。

## 主要な著作
- 被抑圧者の教育学（亜紀書房、1979年 ISBN 4750579076）
- 被抑圧者の教育学－新訳－]（亜紀書房、2011年 ISBN 4750511021）
- 自由のための文化行動
- 伝達か対話か-関係変革の教育学（イヴァン・イリイチとの共著）
- 希望の教育学